# Europa Narodów
Europa Narodów – frakcja polityczna w Parlamencie Europejskim IV kadencji, istniejąca w latach 1994–1996 i reprezentująca ugrupowania eurosceptyczne. Przewodniczącym grupy przez cały okres jej funkcjonowania był James Goldsmith.
Frakcję utworzono na początku kadencji w lipcu 1994, w jej skład weszło około 20 eurodeputowanych – przedstawiciele Ruchu dla Francji, działacze duńskich ugrupowań antyunijnych (Ruchu Ludowego przeciw UE i Ruchu Czerwcowego) oraz holenderskich partii protestanckich. Grupa została rozwiązana w listopadzie 1996. Na przełomie grudnia 1996 i stycznia 1997 ukonstytuowała się na jej bazie nowa frakcja pod nazwą Niezależni na rzecz Europy Narodów.